# Twill
Twill (lånord från engelska) är egentligen enbart en synonym till textilbindningen kypert, men har på svenska kommit att bli en allmän beteckning på diverse kraftiga bomullstyger vävda med denna teknik, som bildar diagonala ränder i tyget, exempelvis denim.
En variant är s.k. broken twills (bruten twill), vilket innebär att diagonalränderna systematiskt ändrar riktning så att ett fiskbensliknande mönster uppstår; i dagligt tal ofta förkortat till fiskben (engelska herringbone, som också kan förekomma som svenskt lånord som benämning på detta slags tyg).